# Дуња Чинче
Душица Јонић (Пирот, 7. јул 1936), позната као Дуња Чинче, српска је глумица и сликарка. Популарност је стекла улогом Јане Стојковић, мајке Тике Шпица, у РТС-овој серији Породично благо.

## Легат Дуње Чинче
у Народној библиотеци у Пироту, 2019. године, свечано је отворен легат ове глумице и сликарке. Легат је отворен у знак захвалности глумици која је са супругом поклонила библиотеци богату библиотеку и свој аутопортрет. Међу 2000 наслова налазе се енциклопедије, стручна литература, речници, лексикони као и капитална дела домаће и светске књижевности.

## Филмографија
| Год.       | Назив                  | Улога                 |
| ---------- | ---------------------- | --------------------- |
| 1970-е     |                        |                       |
| 1978.      | Повратак отписаних     | Комшиница             |
| 1980-е     |                        |                       |
| 1980.      | Врућ ветар             | Госпођа са кучетом    |
| 1987.      | Октоберфест            |                       |
| 1987.      | Хајде да се волимо     |                       |
| 1989.      | Полтрон                | Дактилографкиња       |
| 1980.      | Бољи живот             | Госпођа Хаџиславковић |
| 1990-е     |                        |                       |
| 1990.      | Бољи живот             | Госпођа Хаџиславковић |
| 2000-е     |                        |                       |
| 2000.      | Тајна породичног блага | Јана Стојковић        |
| 2001—2002. | Породично благо        | Јана Стојковић        |
| 2003.      | Чорба од певца         | Бака                  |